# Dries De Bondt
Dries De Bondt (født 4. juli 1991 i Bornem) er en cykelrytter fra Belgien, der kører for Fejl i Modul:Cykelhold: Wikidata-entitet ikke angivet..